# Agócs Tamás
Agócs Tamás (Budapest, 1966. július 1. –) tibetológus buddhológus, buddhista tanító, A Tan Kapuja Buddhista Főiskola oktatója.

## Pályafutása
Agócs Tamás 1991-ben végzett az ELTE Bölcsészettudományi Kar angol és tibeti szakán. 1998-ban a Gyémántvágó-szútra tibeti nyelvű kommentárjairól írt disszertációjával szerezte meg az MTA kandidátusi (CSc) fokozatát. Tibetológiai tanulmányokat folytatott az Amerikai Egyesült Államokban (1991, 1993–1994) és Nepálban (1998–99, 2000, 2003–4.).
1998-tól 2002-ig az ELTE BTK tibeti szakán klasszikus tibeti nyelvet, klasszikus tibeti szövegolvasást tanított és tibeti kultúrtörténeti órákat tartott.
1993-tól A Tan Kapuja Buddhista Főiskola oktatója. Több évig vezette a Buddhista Tanszéket, egy évig a Főiskola megbízott rektora volt, jelenleg külügyi rektor-helyettes. Buddhista ismeretelméletet, mahájána szútrairodalmat, klasszikus tibeti szövegolvasást, tibeti irodalomtörténetet és tibeti kultúrtörténeti tárgyakat tanít. Az elméleti tárgyak oktatása mellett gyakorlati, meditációs kurzusokat is tart.
Az 1980-as évek vége óta gyakorló buddhista. 1989-től Keith Dowman (1945– ) dzogcsen mester tanítványa, magyarországi előadásain és elvonulásain tolmácsolója, fordítói munkatársa. Megbízott dzogcsen gyakorlatvezető. A Kelet-Nyugat Kutatóintézet vezetőjeként a buddhista tanítások alkalmazási lehetőségeinek, interdiszciplináris területeinek kutatásával foglalkozik, elsősorban a buddhista tudatkutatás foglalkoztatja.

## Jelentősebb publikációi

### Könyvek
- Tibeti buddhista filozófia; szerk. Fehér Judit, vál., ford., komment. Agócs Tamás et al.; MTA Orientalisztikai Munkaközösség–Balassi, Bp., 1994 (Történelem és kultúra)
- Buddhista logika; vál., ford., komment. Agócs Tamás et al., szerk. Fehér Judit, Horváth Z. Zoltán; MTA Orientalisztikai Munkaközösség–Balassi, Bp., 1995 (Történelem és kultúra)
- Andrew Skilton: A buddhizmus rövid története. Egyetemi tankönyv; ford. Agócs Tamás; Corvina, Bp., 1997 (Egyetemi könyvtár)
- Csögyam Trungpa: Sambhala, a szent harcos ösvénye; ford. Agócs Tamás; Ursus Libris, Bp., 1997
- Kahlil Gibran: A Mester szavai; ford. Agócs Tamás; Édesvíz, Bp., 1997
- Tarthang Tulku: Fortélyos módszerek. Sikerminták a dharma iskolák útmutatásai alapján; ford. Agócs Tamás; Édesvíz, Bp., 1997 (Út a sikerhez)
- Tibeti buddhista filozófia; 2. jav. kiad.; szerk. Fehér Judit, vál., ford., komment. Agócs Tamás et al.; MTA Orientalisztikai Munkaközösség–Balassi, Bp., 1997
- Kenneth S. Leong: Jézus zen tanításai; ford. Agócs Tamás; Édesvíz, Bp., 1998
- Kahlil Gibran: A Mester szavai; ford. Agócs Tamás; Édesvíz, Bp., 2000
- Gyémánt áttörés. A Gyémántvágó Szútra és magyarázatai; ford., jegyz., Agócs Tamás; A Tan Kapuja Buddhista Főiskola, Bp., 2000
- Sabkar Lama: A Garuda röpte. Egy tibeti szöveg három fordítása; előszó Keith Dowman, ford. Agócs Tamás, Berhidai Tamás, Tóth Zsuzsanna; A Tan Kapuja Buddhista Főiskola, Bp., 2003
- Thondup Tulku Rinpocse: A tudat gyógyító ereje. Egyszerű meditációs gyakorlatok az egészség, a jóllét és a megvilágosodás érdekében; előszó Daniel Goleman, ford., előszó Agócs Tamás; Satori-Book Bt., Bp., 2007
- Tibeti halottaskönyv. A bardó útmutatás nagykönyve; ford., bev., jegyz. Agócs Tamás, tan. Kelényi Béla; Cartaphilus, Bp., 2009
- Tibeti Halottaskönyv – A bardó útmutatás nagykönyve. (Fordítás tibetiből, bevezető tanulmánnyal, magyarázatokkal és jegyzetekkel). Cartaphilus Könyvkiadó, Budapest 2009.
- Longcsen Rabdzsam: Végtelen tér – Alapvető természetünk kincsesháza. Cartaphilus Könyvkiadó, Budapest 2012. ISBN 9789632662657
- Andrew Skilton: A buddhizmus rövid története; ford. Agócs Tamás; 2. kiad.; Damaru, Bp., 2013
- Sangharakshita: A Dharma jelentése. A Buddha alapvető tanításai; ford. Agócs Tamás; Dzsaj Bhím Triratna Buddhista Közösség, Alsózsolca, 2014
- Őszentsége, a Dalai Láma: Tiszta fényű tudat. Tanácsok a helyes életvitelhez és a tudatos meghaláshoz; ford. Agócs Tamás; Helikon, Bp., 2014
- Őszentsége, a Dalai Láma: A szeretet kiterjesztése. A szeretetkapcsolatok körének kiszélesítése; ford. Agócs Tamás; Helikon, Bp., 2015
- Sheldon Kopp: Ha Buddhával találkozol az úton, öld meg!; ford. Agócs Tamás; Polaris, Bp., 2018
- Szuzuki Daiszecu Teitaró: Bevezetés a zen buddhizmusba; ford. Agócs Tamás; Polaris, Bp., 2019

### Cikkek
- „A lét önteremtő dinamikája a tibeti rDzogs chen hagyományban.” In: Birtalan Ágnes – Yamaji Masanori (szerk.) 2002. Orientalista Nap 2001. Budapest: MTA Orientalisztikai Bizottság – ELTE Orientalisztikai Intézet, 5–17.
- „A megvilágosodáshoz vezető út állomásai, Tsong-kha-pa: Byang-chub lam-rim mdor-bsdus.” In: Fehér Judit (szerk.) 1994. Tibeti buddhista filozófia. (Történelem és Kultúra 11) Budapest: Balassi Kiadó – MTA Orientalisztikai Munkaközösség, 91–102.
- „Az éntelenség logikai bizonyítása – Kamalasíla: A Gyémánt-szútra kommentárja.” In: Fehér Judit – Horváth Zoltán (szerk.) 1995. Buddhista logika. (Történelem és Kultúra 12) Budapest: Balassi Kiadó – MTA Orientalisztikai Munkaközösség, 109–124.
- „A szamszára eredete, avagy: Hogyan vált ki a szamszára a lét eredeti forrásából”. Keréknyomok 1. 2006. Budapest: A Tan Kapuja Buddhista Főiskola (TKBF), 119-134. o.
- „A mindentudás gyakorlása” – A Nyolcezer-soros Önfelülmúló Megismerés első fejezete. In: Keréknyomok 2. 2007. Budapest TKBF. 30-46. o.
- „A dharmakája néhány megközelítése.” In: Jeszenszky Ildikó, Csörgő Zoltán (szerk.) Dharma-karma. Tisztelgő kötet Mireisz László 60. születésnapjára. Harmadik Évezred Kiadó – Ganapati Kiadó, Budapest, 2010. 159–175.